# Xã Beaver, Quận Butler, Iowa
Xã Beaver (tiếng Anh: Beaver Township) là một xã thuộc quận Butler, tiểu bang Iowa, Hoa Kỳ. Năm 2010, dân số của xã này là 1.298 người.